# Campo de San Lorenzo
El campo de San Lorenzo o también llamado las lomas de San Lorenzo es un sitio localizado en las afueras de la ciudad Salta Capital en la villa veraniega del mismo nombre en el NOA de Argentina. (24°43′00″S 65°28′00″O / -24.71667, -65.46667)
Posee una relevancia histórica, ya que en ese lugar se libró una de las batallas por la Independencia Argentina.

## Combate las Lomas de San Lorenzo
En el transcurso de la segunda invasión realista a Salta (1814) tras las derrota de Vilcapugio y Ayohuma se libró un enfrentamiento armado entre las tropas patriotas y las fuerzas españolas, debido a que el Ejército del Norte estaba en plena retirada del Alto Perú.
El general Manuel Belgrano con el grueso del ejército se replegaba a Tucumán y en la retaguardia queda el coronel Manuel Dorrego y los Granaderos a caballo que intentan ingresar a Salta por las lomas de San Lorenzo. Allí les esperaban los realistas al mando de Saturnino Castro con más de 900 soldados que triplicaban en número las del ejército argentino (solo 300 hombres) , para una emboscada segura; era el 21 de enero de 1814, en que se enfrentan las dos fuerzas alrededor de las 3 de la tarde. El jefe realista comienza la avanzada con la caballería seguro de derrotar a Dorrego y al ejército patriota. Pero estos últimos se defendieron muy bien en las lomas de San Lorenzo utilizándolas como trincheras naturales, logrando así resistir el asedio español por 4 horas, hostigándolos y demorando de esta manera al enemigo, por lo que Belgrano y la mayoría del ejército Argentino pudo llegar hasta el río juramento, quedando de esta manera fuera del alcance realista. Dorrego de esta forma causó un gran daño al enemigo  godo mientras que en el bando patriota solo hubo 3 muertos y 2 heridos. 
Tras esta batalla la retaguardia Argentina se estableció en Cerrillos en el sur de  Salta para comenzar la guerra de recursos y sumarse a lo que sería la Guerra Gaucha. 

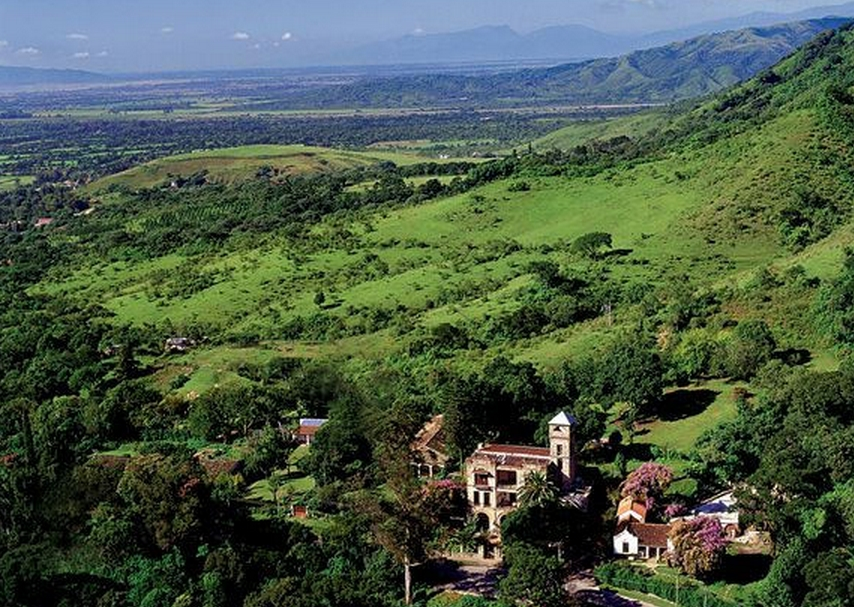
San Lorenzo